# Подводная почта

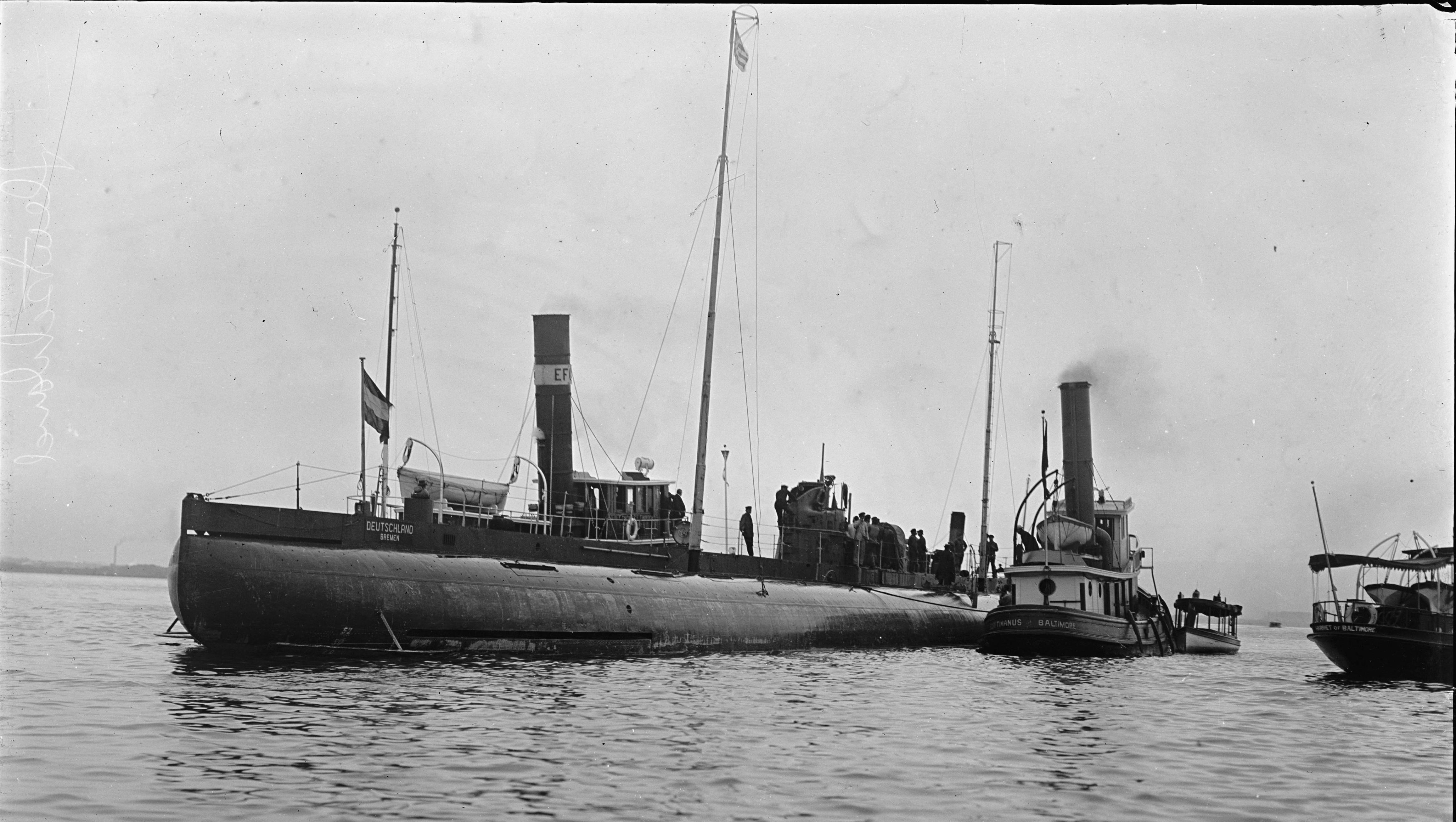
Немецкая коммерческая подводная лодка «Deutschland», построенная в 1916 году и осуществлявшая доставку почты

Подво́дная по́чта имеет следующие значения:
1. Доставка почты по реке Сене во времена Франко-прусской войны.
2. Доставка почтовой корреспонденции подводными лодками[1]; до сих пор редко применявшийся вид почты.
3. Почтовые отправления, пересланные подводной почтой, что подтверждается знаками почтовой оплаты, почтовыми штемпелями и/или специальными пометками.
4. Организация подводных почтовых отделений с целью привлечения туристов в некоторых государствах Америки, Океании, Азии и Европы.

## «Муленские шары»
В 1870—1871 годах письма в осаждённый Париж доставлялись не только с помощью баллонной и голубиной почт, но и также в специальных цинковых коробках с небольшими лопастями. Эти коробки опускались в Сену, выше Парижа под Фонтенбло, и погружённые под воду и увлекаемые течением достигали Парижа. На письмах, которые отправлялись в Париж, где их вылавливали в Сене специальными железными сетками, ставили специальную пометку: «a Paris par Moulins» («Париж через Мулен»). Поэтому эти необычные средства доставки корреспонденции получили название «boules de Moulins» («Муленские шары»). Некоторые из них, содержавшие недоставленные послания, были найдены и извлечены из Сены в 1970 и 1982 годах.

## Почтовые подводные лодки
В 1916 году, во время Первой мировой войны, Германский страховой банк выпустил специальные страховые сертификаты и страховые марки для оформления ценных отправлений, перевозимых коммерческими подводными лодками нем. «Deutschland» («Германия») и «Bremen» («Бремен») в нейтральные США. «Дойчланд» совершила два трансатлантических рейса с коммерческим грузом, включая почту, в Балтимор и Нью-Лондон (Коннектикут). Великобритания была крайне недовольна фактом достижения немецким коммерческим подводным судном американских портов и объявила её боевым кораблём, подлежащим уничтожению при встрече, мотивировав это невозможностью задержания субмарины для проведения досмотра её груза. Подводная лодка «Бремен» пропала в первом же рейсе; находившаяся на ней почта была утрачена. В 1917 году после разрыва дипломатических отношений между США и Германией подводная почта прекратила своё существование, а субмарина «Дойчланд» была переоборудована в боевую крейсерскую подводную лодку.

Коммерческая подводная лодка «Deutschland»
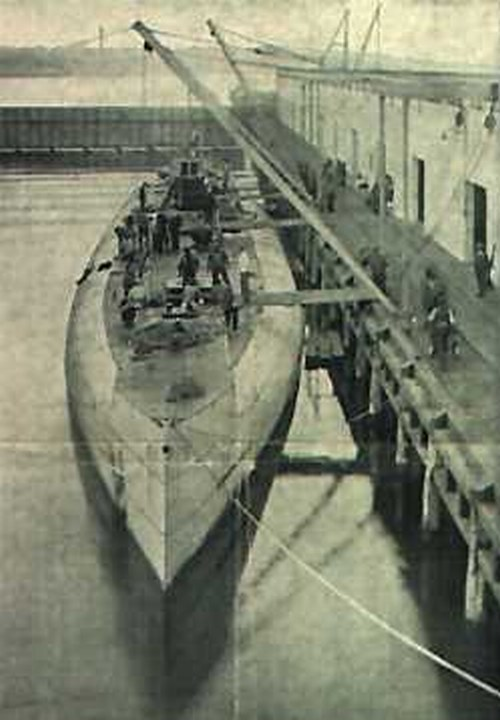
Почтовая карточка с изображением лодки на разгрузке-погрузке в Нью-Лондоне (США, 1916)
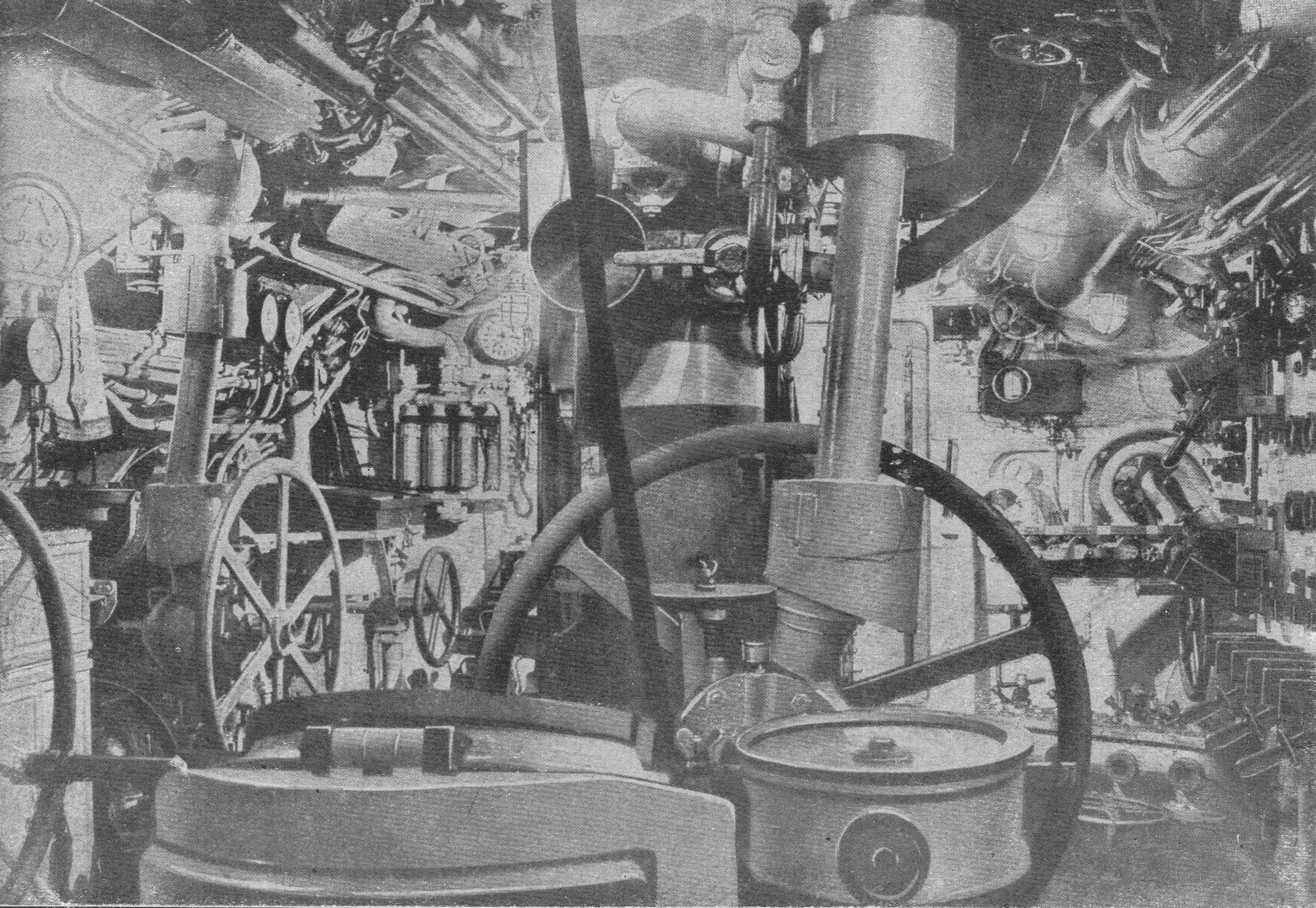
Внутренний вид лодки. Помимо сложнейшей машинерии, «Германия» имела просторный грузовой отсек для доставки нескольких сотен тонн груза

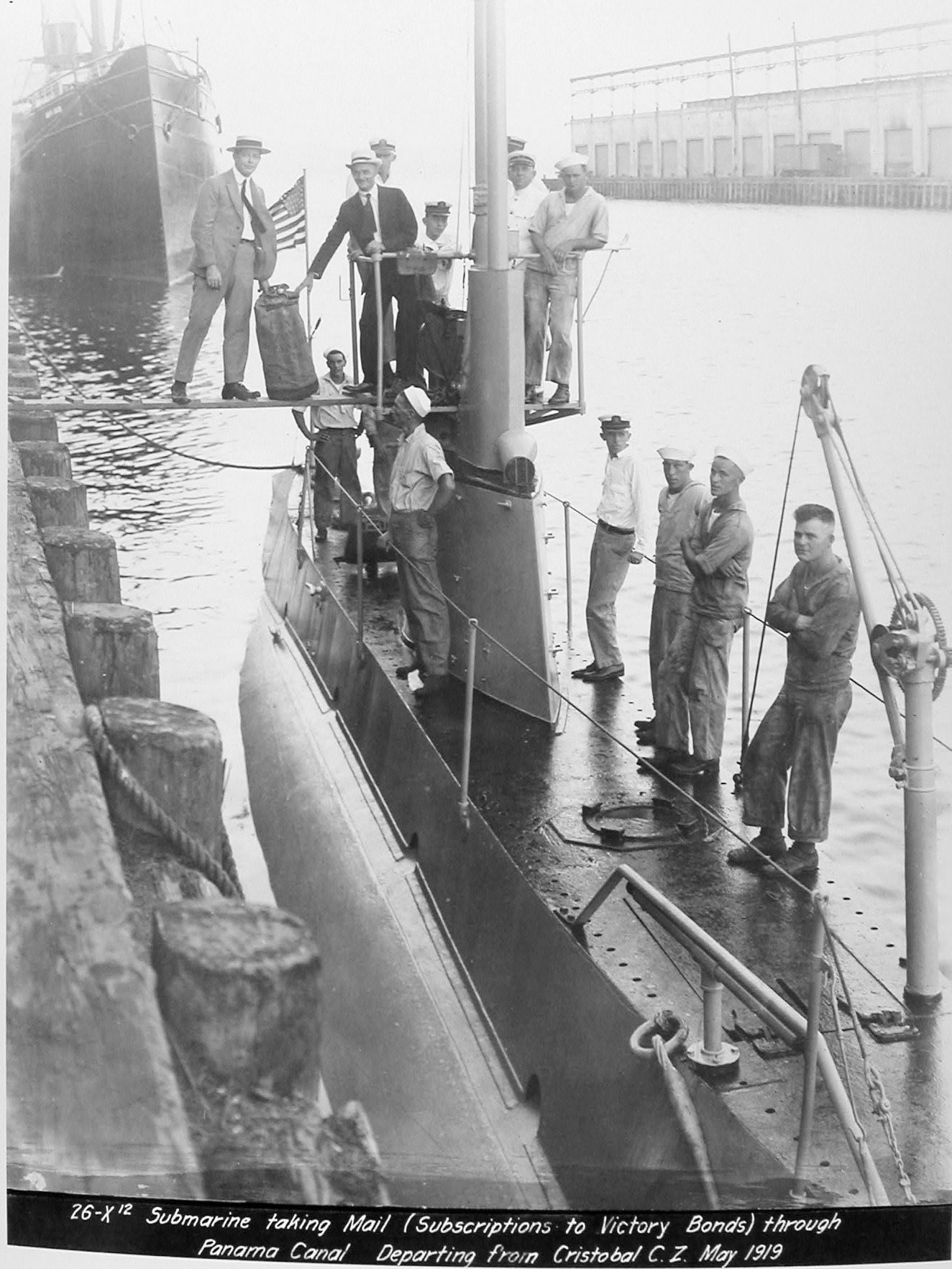
Погрузка почты на подводную лодку «C-3» в Кристобале 7 мая 1919 года

В 1919 году «Подводная почта» Панамского канала передала почтовый груз из Кристобаля в Бальбоа. Официальное название этого предприятия — «Первая межокеанская подводная почтовая служба» (англ. The First Ocean to Ocean Submarine Mail Service).
11 августа 1938 года республиканская Испания выпустила специальные почтовые марки с надписью исп. «Correo Submarino» («почта на подводных лодках») для франкирования корреспонденции между Каталонией и юго-западом Испании, сухопутное сообщение между которыми было прервано франкистами. За подводную почту взыскивался двойной почтовый сбор. В подводный выпуск вошли шесть марок и блок из трёх марок. Надпись на блоке: «Испанская Республика. Первая эмиссия для подводной почты». На марках изображена подводная лодка: лежащая на грунте, плывущая под водой и всплывающая на поверхность ночью. Из-за недолгого существования и ограниченности тиража марки подводного выпуска стали большой редкостью.

## Подводные почтовые отделения

### Багамы
Первое в мире почтовое отделение под водой функционировало в 1939—1941 годах в Нассау на Багамах.

### Япония
С 1999 года существует доставка почтовой корреспонденции с морского дна в японском городе Сусами.

### Вануату
В 2003 году было открыто почтовое обслуживание на дне Тихого океана в районе острова Вануату, в парке водных развлечений Vanuatu, администрация которого организовала подводную почту для привлечения посетителей, увлекающихся дайвингом. 30 января 2004 года почтовым ведомством Вануату была выпущена специальная серия подводной почты, состоявшая из четырёх марок и почтового блока. Посетителям аквапарка предлагается приобрести непромокаемую открытку, наклеить на неё почтовую марку и погасить корреспонденцию специальным штемпелем.

### Малайзия
Начинание почтовиков Вануату было поддержано в 2006 году в Малайзии. Здесь подводное почтовое отделение было создано в прибрежных водах острова Матакинг (штат Сабах) на глубине 24 метра. Написанные под водой открытка или письмо гасятся специальным штемпелем подводной почты. Планируется издать специальную марку.

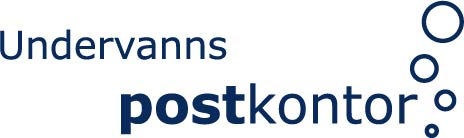
Логотип норвежского подводного почтового отделения

### Норвегия
Похожее почтовое отделение под водой организовано в норвежском городе Рисёр.